# Photodynamisme
Sans faire partie du mouvement futuriste[réf. souhaitée] fondé par Marinetti, Anton Giulio Bragaglia lance le 1er juillet 1913, le « photodynamisme futuriste ». 

## Définition
Il s'agit d'une photographie des corps en mouvement réel, dont leurs formes dématérialisées sont saisies à travers un sillage lumineux, flou et continu, ne traduisant qu'une trajectoire d'énergie cinétique. L'historien d'art Giovanni Lista a exploré et étudié les innovations inhérentes au photodynamisme, mais également à toutes les recherches futuristes concernant la photographie : le multiportrait, la photodynamique, le photocollage, le photomontage, la photo-performance, etc.